# Hippoporella kurilensis
Hippoporella kurilensis är en mossdjursart som först beskrevs av Gontar 1979.  Hippoporella kurilensis ingår i släktet Hippoporella och familjen Hippoporidridae. Inga underarter finns listade i Catalogue of Life.